# Seibelsdorf (Marktrodach)

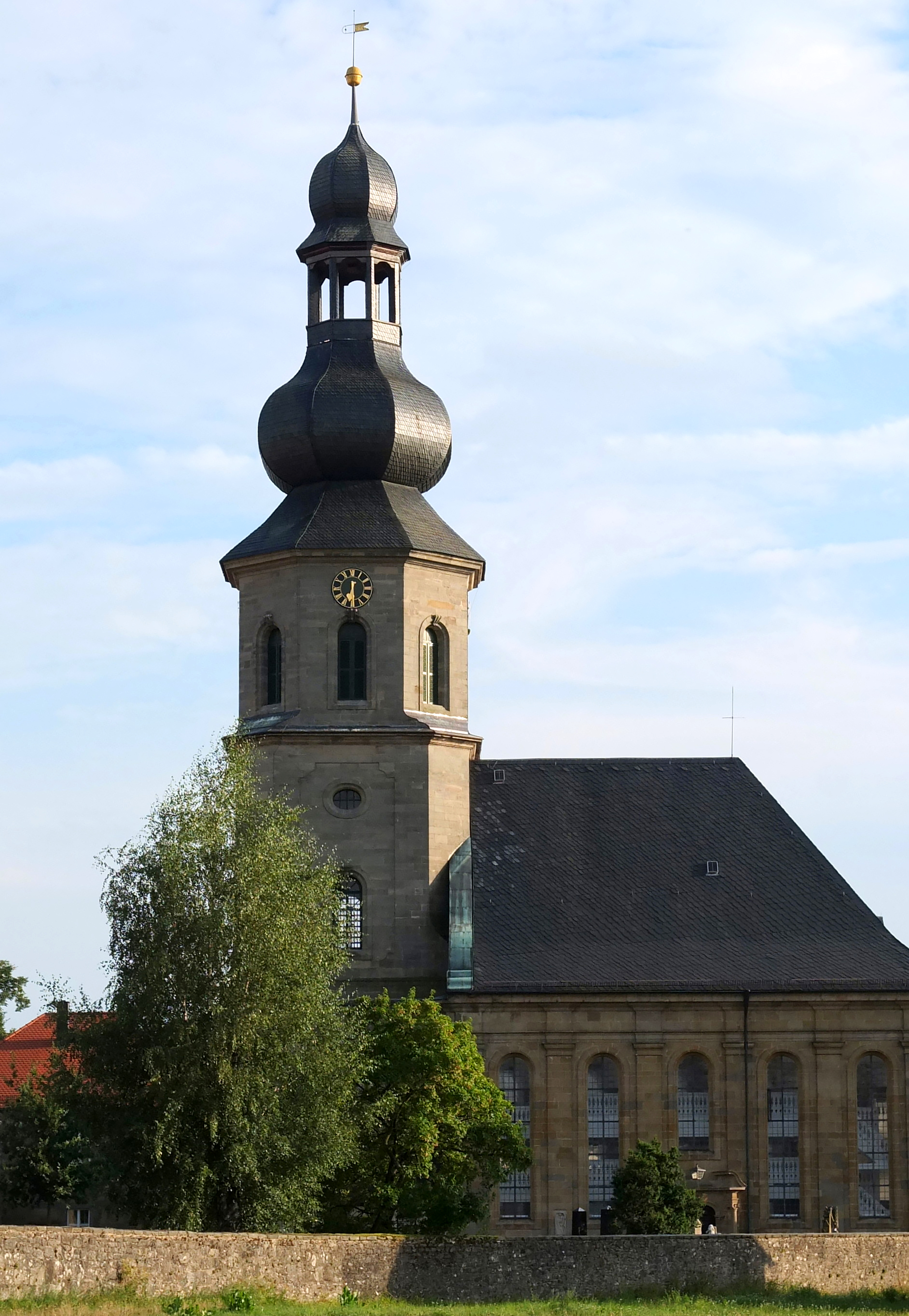
Markgrafenkirche Seibelsdorf

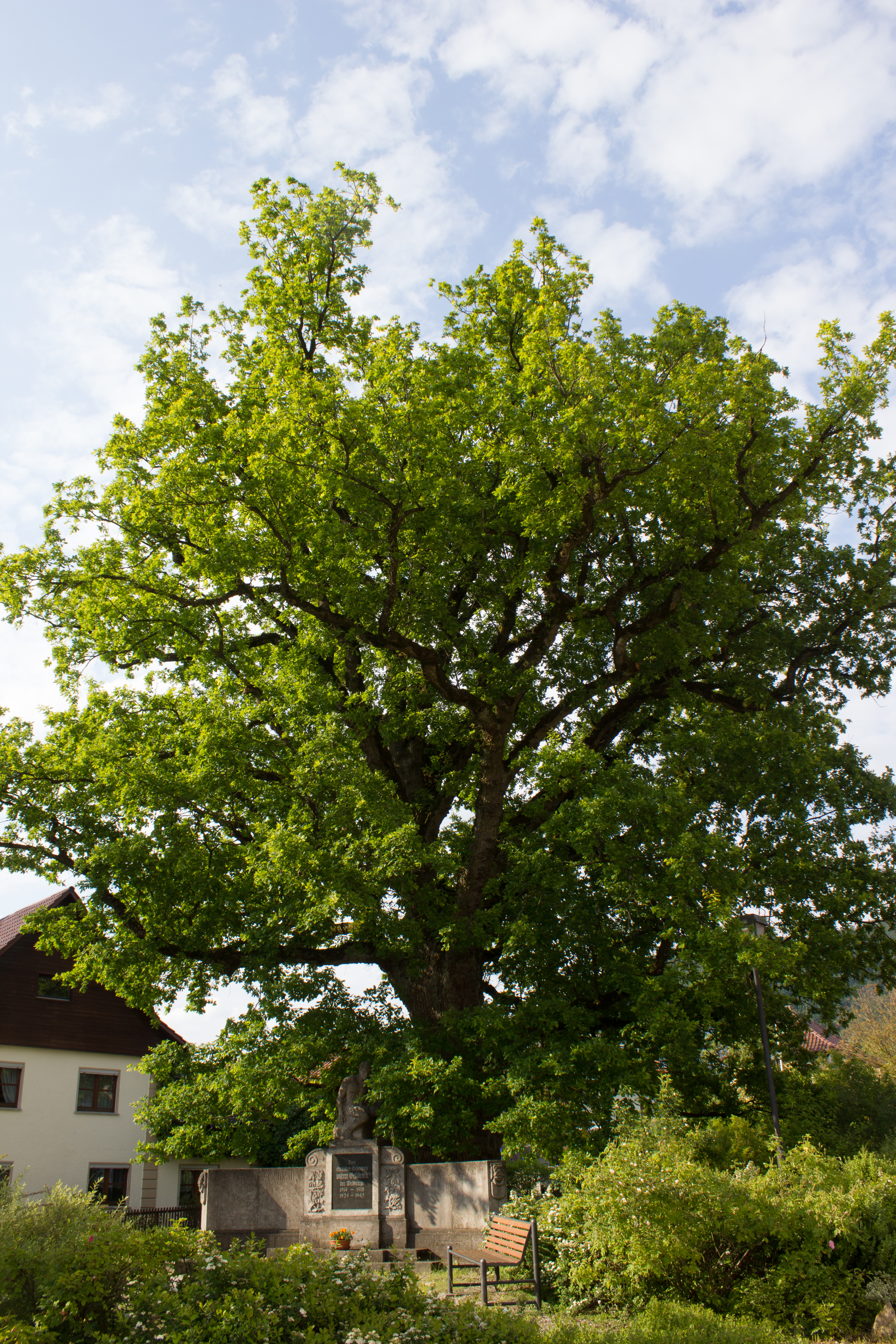
Friedenseiche am Vogtsplatz in Seibelsdorf

Seibelsdorf ist ein Gemeindeteil des Marktes Marktrodach im oberfränkischen Landkreis Kronach in Bayern. In der 10,6 km² großen Gemarkung Seibelsdorf liegen die Orte Mittelberg, Waldbuch und Wurbach. 2005 gab es dort 495 Einwohner.

## Lage
Seibelsdorf liegt sieben Kilometer östlich der Kreisstadt Kronach an der Fränkischen Linie beim Übergang des Frankenwalds in das Obermainische Hügelland. Mit fast 300 m Höhenunterschied zwischen Seibelsdorf und der Radspitze ist die Reliefenergie dort die höchste im Frankenwald. Am südlichen Ortsrand fließt der Bach Losnitz nordwestlich zur Rodach. Durch den Ort führt die Bundesstraße 303. Sie verläuft nach Rugendorf (3,8 km südöstlich) bzw. an Waldbuch und Großvichtach vorbei nach Marktrodach (3,8 km nordwestlich). Eine Gemeindeverbindungsstraße führt nach Fischbach zur Kreisstraße KC 12 (2,9 km westlich). An Naturdenkmälern gibt es eine Kellerlinde am Ortsausgang nach Fischbach, die Pfarrhauslinde vor dem Pfarrhaus und eine Friedenseiche auf dem Kriegerdenkmalplatz.

## Geschichte
Seibelsdorf wurde erstmals 1126 als „Sigiboltestorff“ erwähnt. Später wurde daraus „Seyboltstorff“, danach nannte man es „Seibelsdorf“. Das Bestimmungswort des Ortsnamens ist der Personenname Sigibolt.
Seibelsdorf ist ein alter Pfarrort und war mit der oberhalb des Ortes gelegenen Burg Mittelberg seit dem 13. Jahrhundert Mittelpunkt einer kleineren Herrschaft. Sie fiel 1340 an die Burggrafen von Nürnberg, die dort das Amt Mittelberg einrichteten. Das Marktrecht soll 1523 verliehen worden sein.
Gegen Ende des 18. Jahrhunderts bestand Seibelsdorf aus 33 Anwesen. Das Hochgericht und die Dorf- und Gemeindeherrschaft übte das bayreuthische Vogteiamt Seibelsdorf aus. Grundherren waren
- das Kastenamt Kulmbach (14 Anwesen: Amtshaus, 1 Hof, 1 Gut, 2 Sölden, 4 Tropfhäuser, 1 Haus, Schenkstatt, Schmiede, Badstube, Hirtenhaus),
- die Pfarrei Seibelsdorf (4 Anwesen: Pfarrhaus, Schulhaus, 1 Sölde, 1 Haus),
- das Rittergut Seibelsdorf (8 Anwesen: Schlösslein, 1 Gut, 3 Sölden, 1 Tropfgütlein, 2 Tropfhäuser),
- das Rittergut Küps (6 Anwesen: 5 Söldengüter, 1 Haus),
- das bambergische Kastenamt Stadtsteinach (1 Gütlein).[7]

Von 1797 bis 1808 unterstand der Ort dem Justiz- und Kammeramt Kulmbach. Seit dem Reichsdeputationshauptschluss von 1802 gehört der Ort zu Bayern. Mit dem Gemeindeedikt wurde 1808 der Steuerdistrikt Seibelsdorf gebildet, zu dem Mittelberg, Waldbuch und Wurbach gehörten. Zugleich entstand die Ruralgemeinde Seibelsdorf, die deckungsgleich mit dem Steuerdistrikt war. Sie war in Verwaltung und Gerichtsbarkeit dem Landgericht Stadtsteinach zugeordnet und in der Finanzverwaltung dem Rentamt Stadtsteinach (1919 in Finanzamt Stadtsteinach umbenannt). In der freiwilligen Gerichtsbarkeit gehörten einige Anwesen bis 1833 bzw. 1836 Patrimonialgerichten an, die aus den ehemaligen Rittergütern entstanden. Ab 1862 gehörte Seibelsdorf zum Bezirksamt Stadtsteinach (1939 in Landkreis Stadtsteinach umbenannt). Die Gerichtsbarkeit blieb beim Landgericht Stadtsteinach (1879 in Amtsgericht Stadtsteinach umgewandelt). Die Gemeinde hatte eine Fläche von 10,443 km². Am 1. Mai 1978 wurde die Gemeinde im Zuge der Gebietsreform in Bayern in die neugebildete Gemeinde Marktrodach eingegliedert. Das Marktrecht ging auf die gesamte Gemeinde über.

### Wappen
Blasonierung: „Geviert; eins und vier wieder geviert von Silber und Schwarz; zwei und drei in Silber auf grünem Boden ein grüner Laubbaum.“

### Sehenswürdigkeiten
- Markgrafenkirche
- Kriegerdenkmal mit Friedenseiche
- Schlossgut Böhm
- Radspitzturm

### Einwohnerentwicklung

#### Gemeinde Seibelsdorf
| Jahr      | 1819   | 1840   | 1852   | 1855   | 1861   | 1867   | 1871   | 1875   | 1880   | 1885   | 1890   | 1895   | 1900   | 1905   | 1910   | 1919   | 1925   | 1933   | 1939   | 1946   | 1950   | 1952   | 1961  | 1970   |
| Einwohner | 400    | 571    | 588    | 615    | 566    | 597    | 607    | 600    | 654    | 657    | 636    | 594    | 544    | 541    | 589    | 584    | 561    | 556    | 467    | 799    | 769    | 712    | 536   | 525    |
| Häuser    |        |        |        |        |        |        | 92     |        |        | 97     | 100    |        | 97     |        |        |        | 102    |        |        |        | 107    |        | 114   |        |
| Quelle    | [ 12 ] | [ 13 ] | [ 13 ] | [ 13 ] | [ 14 ] | [ 15 ] | [ 16 ] | [ 17 ] | [ 18 ] | [ 19 ] | [ 20 ] | [ 13 ] | [ 21 ] | [ 13 ] | [ 22 ] | [ 13 ] | [ 23 ] | [ 13 ] | [ 13 ] | [ 13 ] | [ 24 ] | [ 13 ] | [ 9 ] | [ 25 ] |

#### Ort Seibelsdorf
| Jahr      | 001818 | 001819 | 001861 | 001871 | 001885 | 001900 | 001925 | 001950 | 001961 | 001970 | 001987 |
| Einwohner |        | 275    | 402    | 431    | 473    | 417    | 416    | 590    | 402    | 405    | 354    |
| Häuser    | 51     |        |        |        | 72     | 73     | 79     | 80     | 86     |        | 101    |
| Quelle    | [ 8 ]  | [ 12 ] | [ 14 ] | [ 16 ] | [ 19 ] | [ 21 ] | [ 23 ] | [ 24 ] | [ 9 ]  | [ 25 ] | [ 1 ]  |

## Religion
Seibelsdorf ist Sitz einer Pfarrei und seit der Reformation evangelisch-lutherisch geprägt.

## Partnerschaft
Seibelsdorf verbindet eine Freundschaft mit dem Gemeindeteil Seibelsdorf der Gemeinde Antrifttal im Vogelsbergkreis in Hessen. Die örtlichen Feuerwehren veranstalten regelmäßig Fahrten.

## Vereine
- FC Bayern Fan-Club Seibelsdorf
- Chorgemeinschaft Seibelsdorf 1979
- Deutscher Pfadfinderbund Mosaik-Stamm König Artus Waldbuch/Seibelsdorf
- Frankenwaldverein Ortsgruppe Seibelsdorf
- Freiwillige Feuerwehr Seibelsdorf
- Freundeskreis der Pfadfinder Seibelsdorf e. V.
- Fußballclub Seibelsdorf e. V.
- Jagdgenossenschaft Seibelsdorf
- Kleintierzuchtverein Seibelsdorf e. V.
- Musikkapelle Seibelsdorf 1962 e. V.[26]

## Söhne und Töchter des Ortes
- Erich Kolb (1927–2004), Tierarzt und Biochemiker
- Theodor Schmidt-Kaler (1930–2017), Astronom und Demographie-Experte